# Alexandre Llobet Ferrer
Alexandre Llobet Ferrer (Eivissa 1899 - 1958) fou un escriptor i polític eivissenc. Passà part de la seva infantesa a Mèxic, on era nascuda la seua mare. Va llogar un vell molí al puig des Molins, per poder veure la ciutat d'Eivissa i la mar, des d'on va escriure la seva poesia. Va col·laborar a La Voz de Ibiza i dirigí Diario de Ibiza. Fou professor d'anglès a l'institut d'ensenyança mitjana Santa Maria i el 1933 fou un dels fundadors de la Junta Local del Turismo amb Joan Villangómez, Cèsar Puget, Bartomeu de Roselló i altres, que més tard es transformà Foment del Turisme.
Fou alcalde d'Eivissa des d'11 de març de 1941 fins al 22 de desembre de 1942. També fou un dels fundadors de l'Institut d'Estudis Eivissencs.

## Obres
- Antología Literaria, Ibiza siglo XIX